# Eleutherios Venizelos
Eleutherios Venizelos (grekiska: Ελευθέριος Βενιζέλος), född 23 augusti 1864 utanför Chania på Kreta i Osmanska riket, död 18 mars 1936 i Paris i Frankrike, var grekisk/kretensisk politiker.

## Biografi
Venizelos var en av ledarna för upproret mot turkarna på Kreta 1897. När ön blivit autonom i staten Kreta blev han dess justitieminister 1899–1901. Han förespråkade att alla greker skulle vara samlade i en stat. Venizelos flyttade 1910 till Aten där han grundade Liberala partiet. Efter det följande valet blev han premiärminister. Genom hans satsningar på militären stod landet väl förberett för balkankrigen, varigenom de norra delarna av nuvarande Grekland erövrades.
I första världskriget ville han att Grekland skulle deltaga på ententens sida, varför han avskedades 1915. I sin kamp för monarkins avskaffande drevs han vid flera tillfällen i landsflykt, men återkom i den grekiska politiken.
Veniseloz var premiärminister 1910–1915, 1915, 1917–1920, 1924, 1928–1932, 1932 samt 1933 och är därmed en av de mest betydelsefulla personerna i Greklands moderna historia. Han har givit namn åt Atens flygplats, Aten-Elefthérios Venizélos internationella flygplats, och har haft betydande påverkan även efter sin död genom den så kallade venizelismen.